# 初瀬勇輔
初瀬 勇輔（はつせ ゆうすけ、1980年〈昭和55年〉11月 - ）は、長崎県佐世保市出身の日本の実業家、柔道家。株式会社ユニバーサルスタイル代表取締役。日本視覚障害者柔道連盟会長。

## 経歴
長崎県佐世保市出身。佐世保市立山手小学校、青雲中学校・高等学校を経て、弁護士を目指し中央大学法学部に進学。高校卒業後から大学在学中にかけ緑内障により視覚障害を生じ、視覚障害者柔道に出会う。
大学卒業後はサンクス・テンプ株式会社に勤務のかたわら柔道競技者として活動を続け、2008年北京パラリンピックには日本代表に選抜される。大学在学中に出場した2005年の全日本視覚障害者柔道大会90kg級で優勝以後7連覇。
2011年12月に障害者雇用コンサルティングを行う株式会社ユニバーサルスタイルを設立、同代表。